# Aaron Copland

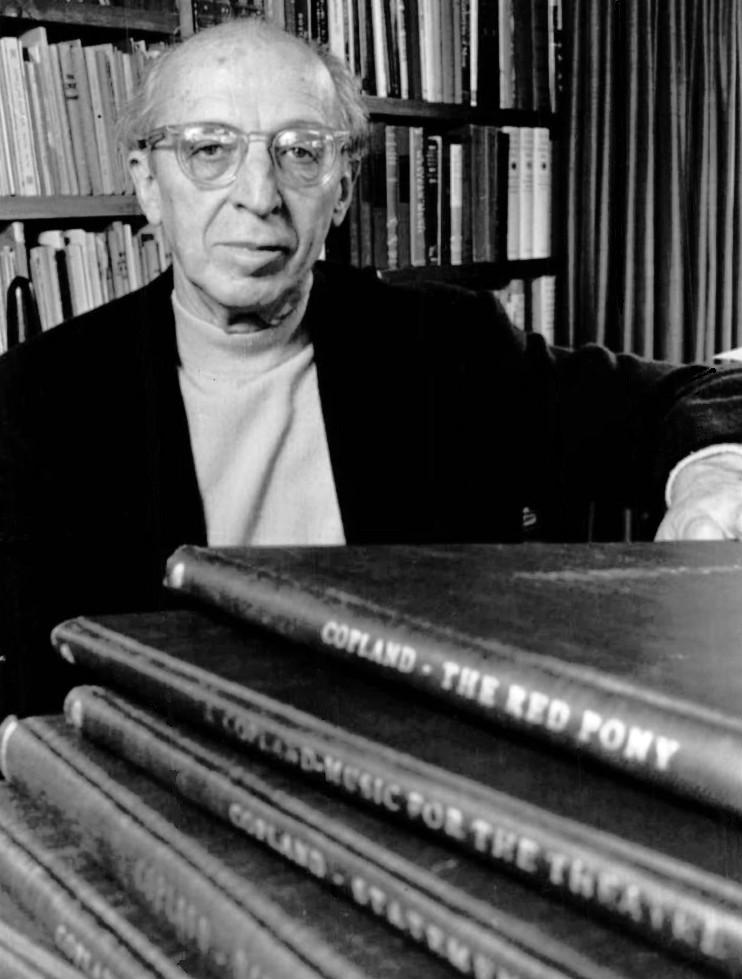
Aaron Copland năm 1970

Aaron Copland (1900-1990) là nhà soạn nhạc, nhà sư phạm người Mỹ. Ông sống trong thời kỳ âm nhạc có nhiều phong cách khác nhau như cấu trúc, biểu hiện, tân cổ điển,... Ông là một trong những nhà soạn nhạc có ảnh hưởng tới các nhà soạn nhạc Mỹ sau này, rõ nhất là ở phong cách âm nhạc của Leonard Bernstein. Tác phẩm nổi tiếng của ông là tổ khúc Rodeo.